# A sus plantas rendido un león
A sus plantas rendido un león es una novela del escritor argentino Osvaldo Soriano. Como explica el autor en la nota introductiva, el título es un verso (de la versión antigua) del Himno Nacional Argentino. Si bien en aquella letra se hace referencia a España, rendida ante las luchas independentistas, en esta novela el león que debe rendirse es el Reino Unido, vencedor en la Guerra de las Malvinas, frente al cual se desatará una revolución socialista en el país de Bongwutsi.

## Argumento
Comienza la Guerra de Malvinas (1982) y, en Bongwutsi, un remoto país del África, Faustino Bertoldi, un olvidado diplomático argentino libra su propia batalla contra Inglaterra.
Al mismo tiempo, en Europa, nace una conspiración para convertir a Bongwutsi en una República Socialista. Otro argentino participa en ella, y ambos compatriotas, junto a inolvidables revolucionarios, confluirán en una trama delirante y conmovedora.
- Datos: Q3823882